# Hamititan
Hamititan xinjiangensis is een plantenetende sauropode dinosauriër, behorende tot de Titanosauriformes, die tijdens het vroege Krijt leefde in het gebied van de huidige Volksrepubliek China.

## Vondst en naamgeving

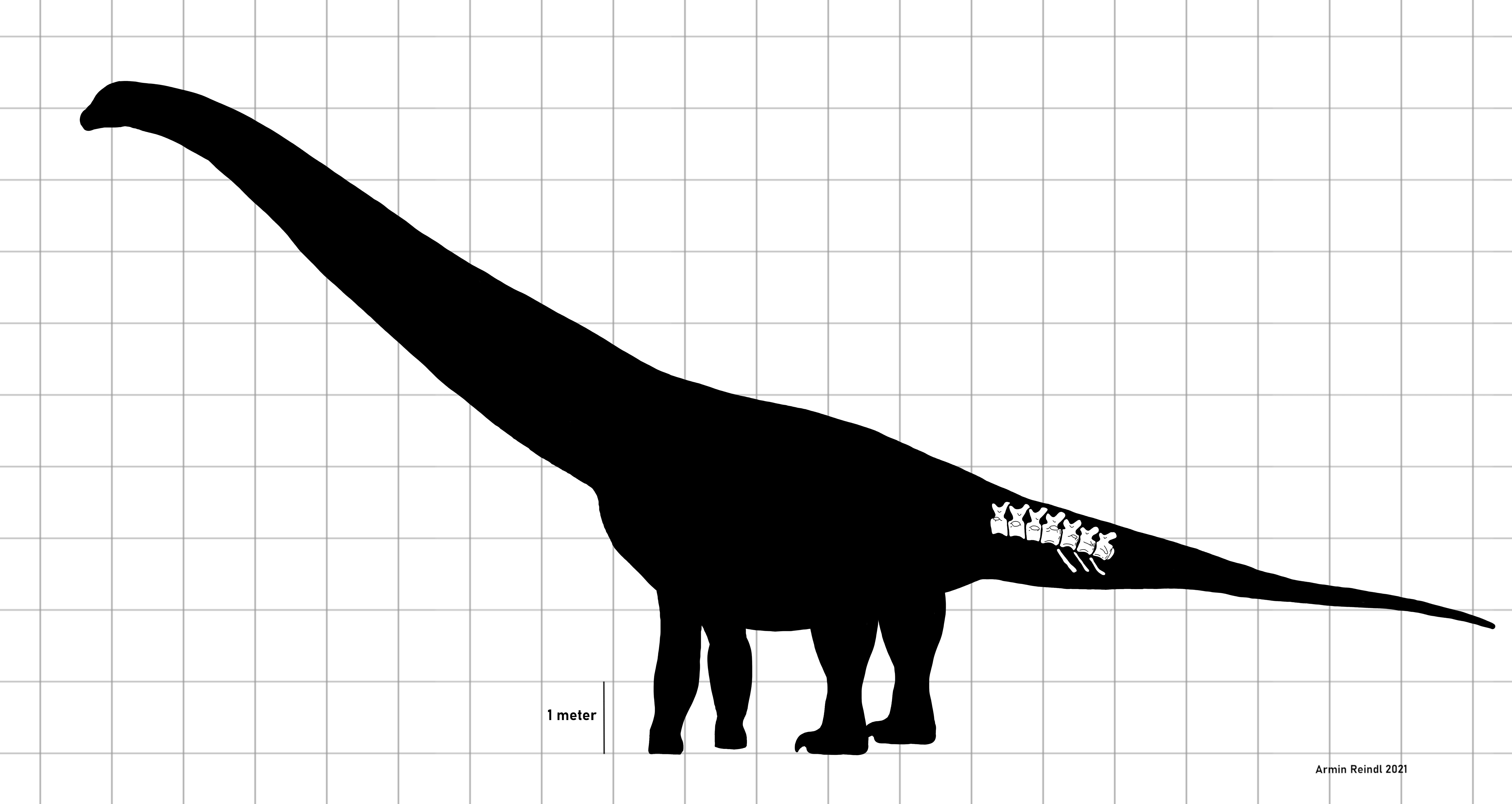
De gevonden botten

In 2013 werd bij Hami in Xinjiang een tand opgegraven van een kleine theropode, in een beenderbed vol met botten van de pterosauriër Hamipterus. Bij de tand werd een verrassende vondst gedaan van sauropode staartwervels. Dinosauriërs zijn zeldzaam in deze aardlagen.
In 2021 werd de typesoort Hamititan xinjiangensis benoemd en beschreven door Wang Xiaolin, Kamila L.N. Bandeira, Qiu Rui, Jiang Shunxing, Cheng Xin Cheng, Ma Yingxia en Alexander Wilhelm Armin Kellner. De geslachtsnaam combineert een verwijzing naar Hami met het Grieks Titaan, een lid van een geslacht van reuzen. De soortaanduiding verwijst naar de herkomst uit de provincie Xinjiang. De naam werd gepubliceerd in een elektronisch tijdschrift. Voor de geldigheid ervan zijn dus Life Science Identifiers nodig. Deze zijn 942E2753-D90A-403C-97B2-6C2EEB4B3A95 voor het geslacht en FC7C98B2-B846-47C7-94FA-0513E84A9FF2 voor de soort.
Het holotype, HM V22, is gevonden in een laag van de Shengjinkouformatie die dateert uit het Onder-Krijt. Het bestaat uit een aaneengesloten reeks van zeven staartwervels, vermoedelijk de vierde tot en met tiende. Hieranan verbonden zijn nog drie chevrons, onderste haemaalbogen, bij de achtste, negende en tiende wervel. Op dezelfde locatie werd ook een reeks sauropode halswervels aangetroffen en een reeks van vier sauropode sacrale wervels, specimen IVPP V27875 gevonden in 2008. Hoewel het in principe om dezelfde soort zou kunnen gaan, werden de halswervels in 2021 benoemd als de aparte soort Silutitan omdat ze geen overlappend materiaal bevatten en ze in een fylogenetische analyse op een andere positie in de stamboom uitvielen.

## Beschrijving

### Grootte en onderscheidende kenmerken
De reeks wervels van het holotype wijzen op een middelgrote sauropode waarvan de lichaamslengte in 2021 geschat werd op zeventien meter.
De beschrijvers wisten in 2021 enkele onderscheidende kenmerken vast te stellen. Vijf daarvan zijn autapomorfieën, unieke afgeleide eigenschappen. Bij de staartwervels zijn de wervelbogen hoog, hoger dan de hoogte van het wervellichaam. Bij de allervoorste staartwervel is de wervelboog van voor naar achter verbreed. Bij de allervoorste staartwervels is de uitholling tussen het achterste gewrichtsuitsteeksel en de richel die over het doornuitsteeksel naar het zijuitsteeksel loopt, zo diep dat de interne luchtholten in de wervel zichtbaar worden. Bij de allervoorste staartwervels zijn de zijuitsteeksels schuin naar boven gericht. Later in de reeks staartwervels raken de zijuitsteeksels abrupt schuin naar beneden gericht.
Verder is er een unieke combinatie van op zich niet unieke kenmerken. Bij de staartwervels zijn de voorste gewrichtsuitsteeksels overwegend schuin naar voren en boven gericht. Bij de staartwervels zijn de zijuitsteeksels kort, van voor naar achter samengedrukt en in bovenaanzicht zijwaarts gericht.

### Skelet
De staartbasis van Hamititan lijkt sterk op die van Daxiatitan, Dongbeititan en Xianshanosaurus: met procoele wervels, een typisch titanosaurisch kenmerk, zonder pleurocoelen, met naar achter hellende doornuitsteeksels, en de voorste gewrichtsuitsteeksels dicht op de voorrand van het wervellichaam. Verschillen zijn dat de voorste gewrichtsuitsteeksels robuuster zijn en het bezit van duidelijke lengterichels langs de zijranden van de onderzijde.
Het wervellichaam mist sponsachtig bot. De achterste bolling heeft geen opstaande rand. De onderzijde loopt licht hol naar voren en boven op. De hoge wervelbogen staan bij de voorste wervels op het midden van het wervellichaam maar schuiven naar achteren in de reeks geleidelijk naar voren op. Bij de allervoorste wervel vormt de voorrand van het doornuitsteeksel een naar voren uitstekende boeg die echter de voorrand van het centrum niet overhangt. De richels van het zijuitsteeksel naar zowel het doornuitsteeksel als het achterste gewrichtsuitsteeksel zijn uitzonderlijk robuust. De bases van de gewrichtsuitsteeksels van de zevende, achtste en negende wervel buigen sterk naar boven toe. Bij meer voorste wervels echter is de oriëntatie van de voorste gewrichtsuitsteeksels schuin naar voren zij het nog steeds vrij hoog gericht. De punt van de achterste gewrichtsuitsteeksels ligt boven de achterrand. De richels langs de basis van het doornuitsteeksel zijn zeer robuust. Bij de tiende wervel is het zijuitsteeksel plots schuin naar beneden in plaats van licht naar boven gericht; zo'n abrupte overgang is uniek voor de Sauropoda. Dat zou geen gevolg zijn van vervorming van het fossiel.

## Fylogenie
Als de staartwervels apart in fylogenetische gegevensbestanden werden ingevoerd, vielen ze in een kladistische analyse uit in de Titanosauria, in een polytomie of "kam" met Epachthosaurus, Kaijutitan, Notocolossus, de Rinconsauria, de Lognkosauria en de Lithostrotia. Werden ze echter met de halswervels gecombineerd tot een enkele Operational Taxonomic Unit dan viel die basaal in de Somphospondyli uit als zustersoort van Euhelopus.
Het volgende kladogram toont de positie als aparte soort:
|  | Andesaurus   |
|  |              |
|  | Wintonotitan |
|  |              |

|  | Epachthosaurus                                                 |
|  |                                                                |
|  | Hamititan                                                      |
|  |                                                                |
|  | Kaijutitan                                                     |
|  |                                                                |
|  | Notocolossus                                                   |
|  |                                                                |
|  | Rinconsauria                                                   |
|  |                                                                |
|  | Lognkosauria                                                   |
|  |                                                                |
|  | \| \| Dreadnoughtus \| \| \| \| \| \| Lithostrotia \| \| \| \| |
|  |                                                                |
|  | Dreadnoughtus                                                  |
|  |                                                                |
|  | Lithostrotia                                                   |
|  |                                                                |

|  | Dreadnoughtus |
|  |               |
|  | Lithostrotia  |
|  |               |

|  | Epachthosaurus                                                 |
|  |                                                                |
|  | Hamititan                                                      |
|  |                                                                |
|  | Kaijutitan                                                     |
|  |                                                                |
|  | Notocolossus                                                   |
|  |                                                                |
|  | Rinconsauria                                                   |
|  |                                                                |
|  | Lognkosauria                                                   |
|  |                                                                |
|  | \| \| Dreadnoughtus \| \| \| \| \| \| Lithostrotia \| \| \| \| |
|  |                                                                |
|  | Dreadnoughtus                                                  |
|  |                                                                |
|  | Lithostrotia                                                   |
|  |                                                                |

|  | Dreadnoughtus |
|  |               |
|  | Lithostrotia  |
|  |               |

|  | Andesaurus   |
|  |              |
|  | Wintonotitan |
|  |              |

|  | Epachthosaurus                                                 |
|  |                                                                |
|  | Hamititan                                                      |
|  |                                                                |
|  | Kaijutitan                                                     |
|  |                                                                |
|  | Notocolossus                                                   |
|  |                                                                |
|  | Rinconsauria                                                   |
|  |                                                                |
|  | Lognkosauria                                                   |
|  |                                                                |
|  | \| \| Dreadnoughtus \| \| \| \| \| \| Lithostrotia \| \| \| \| |
|  |                                                                |
|  | Dreadnoughtus                                                  |
|  |                                                                |
|  | Lithostrotia                                                   |
|  |                                                                |

|  | Dreadnoughtus |
|  |               |
|  | Lithostrotia  |
|  |               |

|  | Epachthosaurus                                                 |
|  |                                                                |
|  | Hamititan                                                      |
|  |                                                                |
|  | Kaijutitan                                                     |
|  |                                                                |
|  | Notocolossus                                                   |
|  |                                                                |
|  | Rinconsauria                                                   |
|  |                                                                |
|  | Lognkosauria                                                   |
|  |                                                                |
|  | \| \| Dreadnoughtus \| \| \| \| \| \| Lithostrotia \| \| \| \| |
|  |                                                                |
|  | Dreadnoughtus                                                  |
|  |                                                                |
|  | Lithostrotia                                                   |
|  |                                                                |

|  | Dreadnoughtus |
|  |               |
|  | Lithostrotia  |
|  |               |